# 伯爾 (內布拉斯加州)
伯爾（英語：Burr）是位於美國內布拉斯加州奧托縣的村。

## 人口
根據2020年美國人口普查的數據，伯爾的面積為0.22平方千米，皆為陸地。當地共有人口52人，而人口密度為每平方千米236人。